# Trachyloma dimorpha
Trachyloma dimorpha là một loài Rêu trong họ Pterobryaceae. Loài này được (Dixon) Magill miêu tả khoa học đầu tiên năm 1980.